# Kathleen Burnett
Kathleen Burnett (née le 7 octobre 1988) est une athlète américaine, spécialiste de la marche. 

## Biographie
Elle participe aux championnats du monde 2017 dans l'épreuve inaugurale du 50 km marche féminin : elle termine 4e en 4 h 21 min 51 s, record continental.

## Palmarès
| Date | Compétition                                                          | Lieu    | Résultat | Épreuve      | Temps           |
| ---- | -------------------------------------------------------------------- | ------- | -------- | ------------ | --------------- |
| 2017 | Championnats du monde                                                | Londres | 4e       | 50 km marche | 4 h 21 min 51 s |
| 2018 | Championnats d'Amérique du Nord, d'Amérique centrale et des Caraïbes | Toronto | 3e       | 20 km marche | 1 h 39 min 31 s |

## Records
| Épreuve      | Performance          | Lieu    | Date         |
| ------------ | -------------------- | ------- | ------------ |
| 50 km marche | 4 h 21 min 51 s (AR) | Londres | 13 août 2017 |